# Martin de Barcos
Pour les articles homonymes, voir Barcos.
Martin de Barcos, né à Bayonne en 1600 et mort à Saint-Michel-en-Brenne en 1678, est un théologien français de l'école janséniste. 

## Biographie
Né à Bayonne, il était le neveu de Jean Duvergier de Hauranne, abbé de Saint-Cyran, qui l'envoya en Belgique suivre l'enseignement de Jansénius. Revenu en France, il fut pendant un certain temps précepteur d'Antoine Arnauld et de Simon Arnauld de Pomponne, les deux fils aînés de Robert Arnauld d'Andilly, et par la suite, en 1644, il succéda à son oncle à la tête de l'Abbaye de Saint-Cyran-en-Brenne dans le Berry. Il fit beaucoup pour l'abbaye, faisant construire de nouveaux bâtiments et enrichir la bibliothèque. Contrairement à de nombreux commendataires de son époque qui voyaient à peine les abbayes qui relevaient d'eux, Barcos fut très actif à Saint-Cyran et, ordonné prêtre en 1647, il se soumit lui-même à l'ascèse rigoureuse prônée par son ordre bénédictin. 
Son amitié avec Jean Duvergier de Hauranne et Antoine Arnauld, et par leur intermédiaire avec Port-Royal l'amena bientôt directement à participer aux querelles jansénistes. Il collabora avec Duvergier de Hauranne pour le Petrus Aurelius et avec Arnauld dans son livre sur la fréquente communion. 

## Œuvre imprimée
Parmi ses propres traités, certains portent sur l'autorité dans l'Église et certains sur les questions qu'on ne cessait alors d'agiter de la grâce et de la prédestination. 
À la première catégorie appartiennent :
- De l'autorité de saint Pierre et de saint Paul (1645) ;
- Grandeur de Église de Rome qui repose sur l'autorité de saint Pierre et de saint Paul (1645) ;
- Éclaircissements sur quelques objections que l'on a formées contre la grandeur de Église de Rome (1646).

Ces trois ouvrages ont été écrits pour appuyer cette affirmation contenue dans le livre Sur la fréquente communion : « Saint Pierre et saint Paul sont les deux chefs de l'Église romaine et tous les deux ne font qu'un ». Cette théorie de la double autorité de l'église, qui implique une égalité entre les deux Apôtres, fut condamnée comme hérétique par le pape Innocent X, en 1674 (Denzinger, Enchiridion, 965). 
À la deuxième catégorie appartiennent : 
- une censure de Praedestinatus de Jacques Sirmond (1644) ;
- Quae sit Sancti Augustini et doctrinae eius auctoritas in ecclesia? (1650). Barcos soutient qu'on peut parfaitement  accepter et enseigner une proposition clairement fondée sur saint Augustin sans se soucier d'une bulle papale. L'idée fut condamnée par le pape Alexandre VIII en 1690 (cf. Denzinger, no. 1187). Certains critiques des jansénistes ont argumenté qu'ils accentuaient trop leur interprétation de diverses déclarations de saint Augustin :
- Exposition de la foy de Église romaine touchant la grâce et la prédestination (1696). Ce livre, écrit à la demande de Nicolas Pavillon, évêque janséniste d'Aleth, peut être considéré comme l'exposé officiel du jansénisme. Il fut condamné par le Saint-Office en 1697, et à nouveau en 1704, quand il fut publié en même temps que les Instructions sur la grâce d'Antoine Arnauld.

Il fut également l'auteur, en 1668, de la Défense de feu Monsieur Vincent de Paul en réplique à la première biographie de Vincent de Paul, publiée en 1664 par Louis Abelly.